# 孟道脤
孟道脤（？—？），湖北武昌（今湖北武汉）人，是一名清朝政治人物。举人出身。
孟道脤曾于1670年接替王奎龄任娄县知县一职，1672年由谭从简接任。